# Галик, Якуб
Якуб Галик (чеш. Jakub Halík; 1975 — 13 октября 2012) — гражданин Чехии, первый человек, проживший с искусственным механическим сердцем более полугода (194 дня).

## Биография
Якуб Галик — бывший пожарный. У него был диагностирован рак, затронувший сердечную мышцу. Его готовили к пересадке донорского сердца, но с ним случился инсульт. Пересадку чужого органа и последующие процедуры, направленные на подавление его отторжения, организм Галика не выдержал бы. С другой стороны, опухоль быстро прогрессировала, и откладывать лечение было нельзя — пациент не прожил бы более года. Тогда лечащие врачи настоятельно рекомендовали Галику подвергнуться новаторской операции — заменить пораженное сердце механическим. До него подобной операции подвергался лишь один человек — житель Техаса, который прожил с искусственным сердцем всего около недели.
Операция Галику была проведена 3 апреля 2012 года и продолжалась 8 часов. Проводил операцию Ян Пирк, директор отдела кардиологии Пражского института клинической и экспериментальной медицины. Галику удалили сердце и заменили его двумя механическими насосами, работающими от батарейки. После успешно проведённой операции Галик быстро восстановился и вёл довольно активный образ жизни: раздавал интервью и даже посещал спортзал, хотя передвигался при этом в инвалидном кресле. По его словам, он чувствовал себя вполне здоровым, замечая лишь непривычное отсутствие пульса.
Следующим этапом должна была стать замена искусственного сердца донорским, появления которого Галик и его лечащие врачи ожидали. Однако 13 октября 2012 года Галик неожиданно умер. По словам врачей, причина смерти не была связана с удалённым сердцем — у больного отказала печень. Таким образом, Якуб Галик остаётся рекордсменом по продолжительности жизни без сердца — 194 дня.